# Pseudocercospora haloragis
Pseudocercospora haloragis är en svampart som först beskrevs av Clifford George Hansford, och fick sitt nu gällande namn av U. Braun 1995. Pseudocercospora haloragis ingår i släktet Pseudocercospora och familjen Mycosphaerellaceae.   Inga underarter finns listade i Catalogue of Life.